# حاسوب عسكري

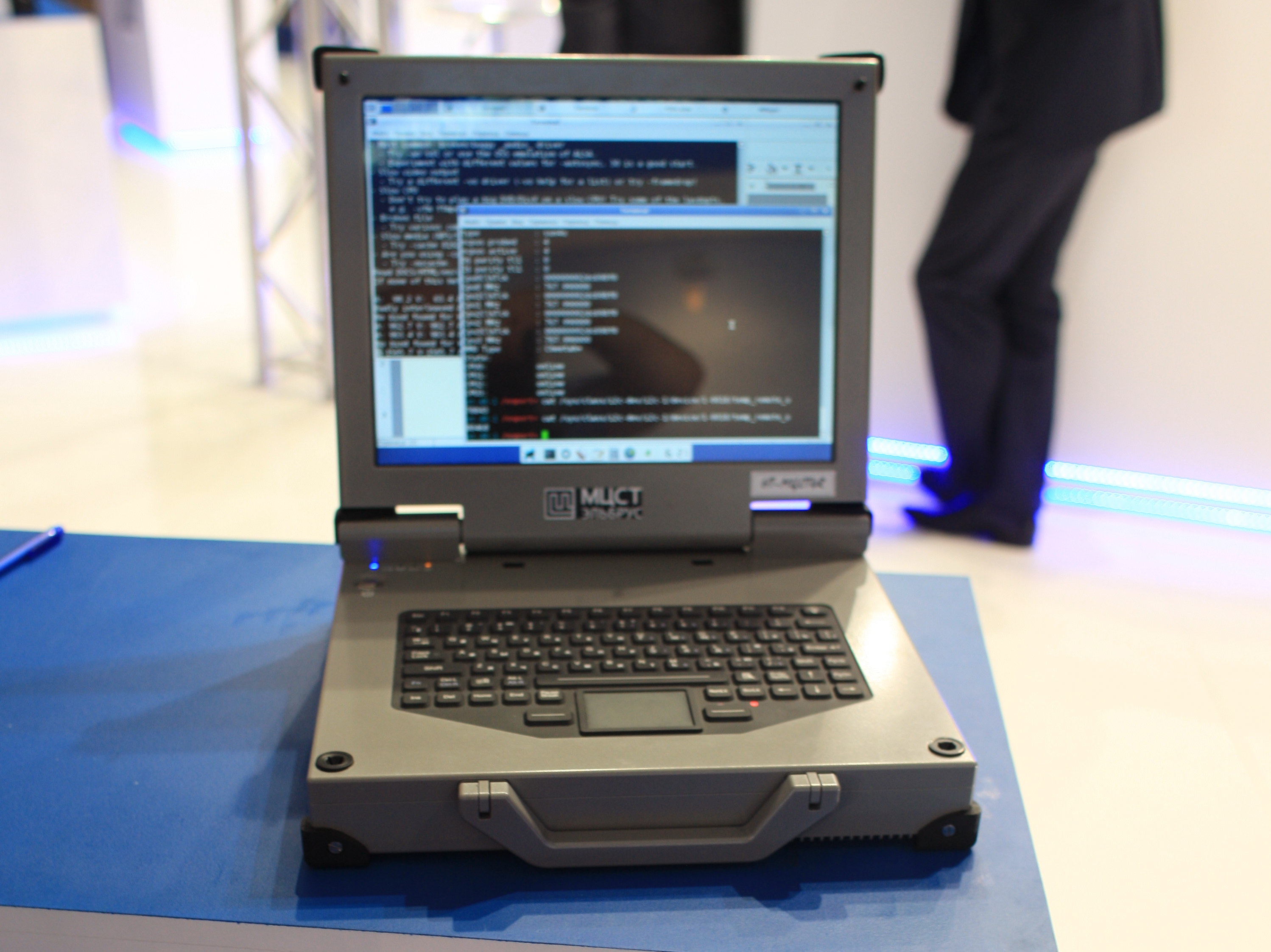
محمول عسكري وصناعي من تصميم مركز موسكو

بعض أجهزة الحواسيب المستخدمة حديثاً كانت حواسيب تستخدم في المجال العسكري. القابلية والغلظة من المتطلبات العسكرية التي أدت إلى أستخدام أجهزة الحواسيب الترانزستورية مثل MOBIDIC ، أجهزة الحواسيب التي تستند إلى الدوائر المتكاملة مثل 1964 D-37C. فضلاً عن واحدة من أقدم أجهزة الحواسيب المحمولة 1982 Grid Compass . المتطلبات العسكرية لجهاز حاسوب صغير بما يكفي لفتحة غواصة، أدت إلى تصنيع جهاز الحاسوب AN/UYK-1.

## المعايير والمواصفات
أن القوات المسلحة لديها العديد من التسميات العددية لأجهزة الحواسيب والمعدات الأخرى لتوجيه اختيار المشتري العسكري للتكنولوجيا المناسبة لتطبيقات تلك القوات المسلحة، وعلى سبيل المثال MIL – STD – 901D  يشير إلا أنه اجتاز اختبار تخصصي لمتطلبات الصدمة والاهتزاز من أجل العمل في صنف البحرية. بعض هذه الاختبارات مخصصة لاستخدامات تطبيقية عملية مثل اختبار انفجار البارجة، التي تحاكي ضربة طوربيد وما يليها من صدمة قوية وشديدة للسفينة التي تم تثبيت جهاز الحاسوب عليها.
MIL – STD – 901D يصنف إلى الدرجة A وهي «البنود والفقرات الأساسية والضرورية لسلامة واستمرارية القدرة القتالية للسفينة» كما ويصنف MIL – STD – 901D إلى الدرجة B وهي «البنود والفقرات الأساسية التي وظيفتها ليست السلامة واستمرارية القدرة القتالية للسفينة أنما ما يمكن أن يصبح خطراً على الأشخاص الموجودين على ظهر السفينة، لبنود التصنيف A ، للسفينة ككل نتيجة لتعرضها لصدمة».
و على هذا الأساس فأن جهاز الحاسوب من الصنف MIL – STD – 901D تصنيف Aيخبر المشتري عن أنواع اختبارات الصدمة التي تعرض لها جهاز الحاسوب ونجا منها وعن المستوى الذي يمتلكه جهاز الحاسوب لمقاومة الصدمات وعن أي قطعة أو جزء من جهاز الحاسوب هذا سوف تستمر بالعمل بصورة طبيعية في حالة التعرض لصدمة ضمن مستوى معين.
المعايير والمواصفات العسكرية الأخرى تتضمن اختبار مقاومة التعرض لضربات ورشقات التداخل الإليكترومغناطيسي EMI ومقاومة ضربات ورشقات تداخل التردد الراديوي RFI كما وتتضمن هذه المعايير أيضاً اختبارات مقاومة الملوثات البيئية مثل الغبار والغاز أو درجات الحرارة القصوى. يمكن الاطلاع على المزيد من المعايير والمواصفات العسكرية في معيار الدفاع Defense Standard .
المعيار الذهبي لاختبار المثولية والمطاوعة لجهاز الحاسوب 901D هو اختبار البارجة. يتم إجراء اختبار البارجة أربع مرات، في كل مرة يتم وضع 60 رطلاً من المواد شديدة الأنفجار HBX-1 بعمق 24 قدم تحت الماء ابتداءً من عمق 40 قدم ثم 30 قدم ثم 25 قدم وانتهاءً بعمق 20 قدم. إضافة إلى ذلك فإن هذه الاختبارات يتم إجراؤها من الأمام ومن الخلف لمحاكاة الأنفجارات التي تحدث في القوس أو في مؤخرة السفينة كذلك لمحاكاة الانفجارات التي تحدث على جانب السفينة.
أجهزة الحواسيب العسكرية تكون عادة أقوى بكثير من أجهزة الحواسيب الصناعية. حيث أن أجهزة الحواسيب العسكرية يكون لها هيكل خارجي قوي جداً للحفاظ على مكوناتها الداخلية، وكل مكون داخلي موضوع بشكل يؤمن ويضمن عدم خروجه من قواعده الداخلية، حيث يتم تأمين المعالج والمشتت الحراري والذاكرة يتم لصقها في قواعدها وهكذا بقية مكونات جهاز الحاسوب وهذا يضمن عدم تحرك أي من المكونات الداخلية في حالة التعرض لصدمة.

## المعايير والمواصفات الأمنية
من أجل مواجهة تحديات الدفاع عن شبكة الأنترنت في الولايات المتحدة، اتخذ الجيش الأمريكي خطوات لتحسين أمن الأجهزة المرتبطة بشبكة معلومات وزارة الدفاع. وفقاً لقيادة الولايات المتحدة في مجال الإنترنت فأن تهديدات الإنترنت تتطلب منا مشاريع جديدة لإدارة المعلومات وتأمين المعلومات وضمان قدرتنا على العمل.
يجب على جميع أجهزة الحواسيب العسكرية أن تكون متوافقة مع آخر تحديث لمعالجة المعلومات الاتحادية القياسية FIPS 140 – 2 التي تحدد أحدث متطلبات وحدات التشفير على الأجهزة المستخدمة في جميع مؤسسات حكومة الولايات المتحدة. معالجة المعلومات الاتحادية القياسية FIPS 140 – 3 حالياً قيد التطوير لتوفير متطلبات جديدة لمواجهة التهديدات القائمة بما في ذلك أمن البرمجيات ومستويات أضافية من الأمن.
لمواجهة المخاطر المرتبطة بالانتشار المتزايد للأجهزة المحمولة التجارية CMDs حدد التقرير المقدم من قبل المفتش العام لوزارة الدفاع منذ آذار 2013 التحسينات اللازمة والضرورية لتتبع الأجهزة المحمولة التجارية لتلبية معايير الامتثال والمطاوعة الخاصة بالجيش. يحدد التقرير الثغرات الموجودة في التتبع والأبراء لحوالي 14.000 جهاز محمول تجاري CMDs وقد أعطى التقرير التوصية التالية «أن يكون هناك سياسة واضحة وشاملة لتشمل متطلبات إعداد التقارير وتتبع جميع الأجهزة النقالة التجارية المشتراة في إطار البرامج التجريبية وغير التجريبية».